# لامبرتون (ویرجینیای غربی)
لامبرتون (به انگلیسی: Lamberton) یک منطقهٔ مسکونی در ایالات متحده آمریکا است که در شهرستان ریچی، ویرجینیای غربی واقع شده‌است. لامبرتون ۲۴۲٫۰۱ متر بالاتر از سطح دریا واقع شده‌است.